# Sexdrega församling
Sexdrega församling är en församling inom Kinds pastorat i Marks och Kinds kontrakt i Göteborgs stift. 
Församlingen ligger i Svenljunga kommun i Västra Götalands län. Området motsvarade till 2022 den tidigare Lysjö landskommun.

## Administrativ historik
Församlingen har medeltida ursprung och införlivade omkring 1550 Ringestena församling. Den var till 2006 moderförsamling i pastoratet Sexdrega, Roasjö, Ljushult och Hillared som före omkring 1550 även omfattade Ringestena församling. År 2006 införlivades Hillareds, Ljushults och Roasjö församlingar och församlingen utgjorde därefter till 2014 ett eget pastorat. Från 2014 ingår församlingen i Kinds pastorat. 
Den 1 januari 2022 överfördes till Toarps församling i Borås kommun och Skara stift det område och den kyrka som tidigare hört till Ljushults församling.

## Kyrkor
- Hillareds kyrka
- Ljushults kyrka till 2022
- Roasjö kyrka
- Sexdrega kyrka

I församlingen låg till 2022 även Arnäsholms kapell, som ägs av Svarta Örns Orden. I dess regi hålls helgmålsböner sommartid. I övrigt används det för kyrkliga handlingar, främst dop och vigslar.